# 金魚花火 (曲)
「金魚花火」（きんぎょはなび）は、大塚愛の5枚目のシングル。2004年8月18日にavex traxよりリリースされた。DVD付きも同時発売。CDには、初回5万枚のみ本人描き下ろし限定特典絵本付き。

## 解説
- デビュー前後の時にタイトルを決めてから制作した。切ない気持ちを切ないという言葉を使わずに感じ取れる歌にしたという[1]。
- 大塚曰く、金魚花火が指す花火とは、花火のファミリーパックに封入されている、持ち手がイラストの仕様になっている花火の事である。大塚の場合、購入したものの中に封入されていたそれが金魚のイラストであり、それをモチーフとして書かれたため金魚花火という。実際に「金魚花火」というものは存在するが、それは水上に火花を走らせる花火であり、大塚の意図するものとは異なるものである。
- このシングルまでは、エイベックスの方針により「CCCD」でリリースされている。

## 収録曲
（全作詞・作曲：愛／編曲：愛×Ikoman）

### CD
1. 金魚花火 (04:36)
日本テレビ系「スーパーテレビ情報最前線」テーマソング。
2ndオリジナルアルバム『LOVE JAM』の9曲目,1stベストアルバム『愛 am BEST』の5曲目に収録。
2. ココ夏バケーション (04:49)
3. 金魚花火 (Instrumental) (04:54)
最後のほうに風鈴の音が入っている。
4. ココ夏バケーション (Instrumental) (04:47)

### DVD
1. 金魚花火 (Music Clip)

## 収録アルバム
- 『LOVE JAM』（#1）
- 『愛 am BEST』（#1）